# عبد الله كوندي
عبد الله كوند (بالفرنسية: Abdoulaye Conde)‏ هو لاعب كرة قدم غيني، ولد في 1 فبراير 2002 في كوناكري في غينيا يلعب في نادي دبا الفجيرة الإماراتي. لعب مع FC Isloch Minsk Raion ‏.